# Gloster

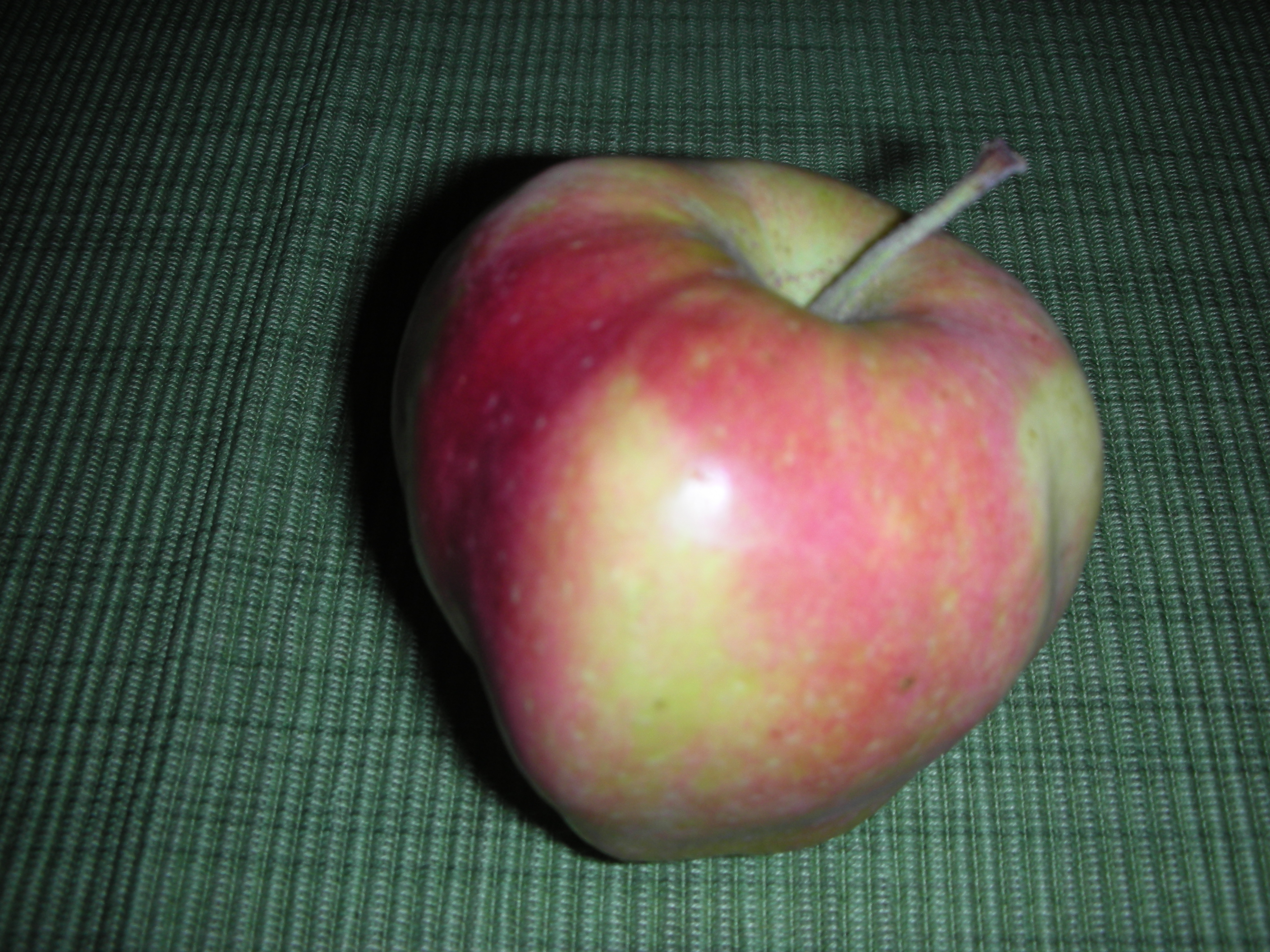
Gloster.

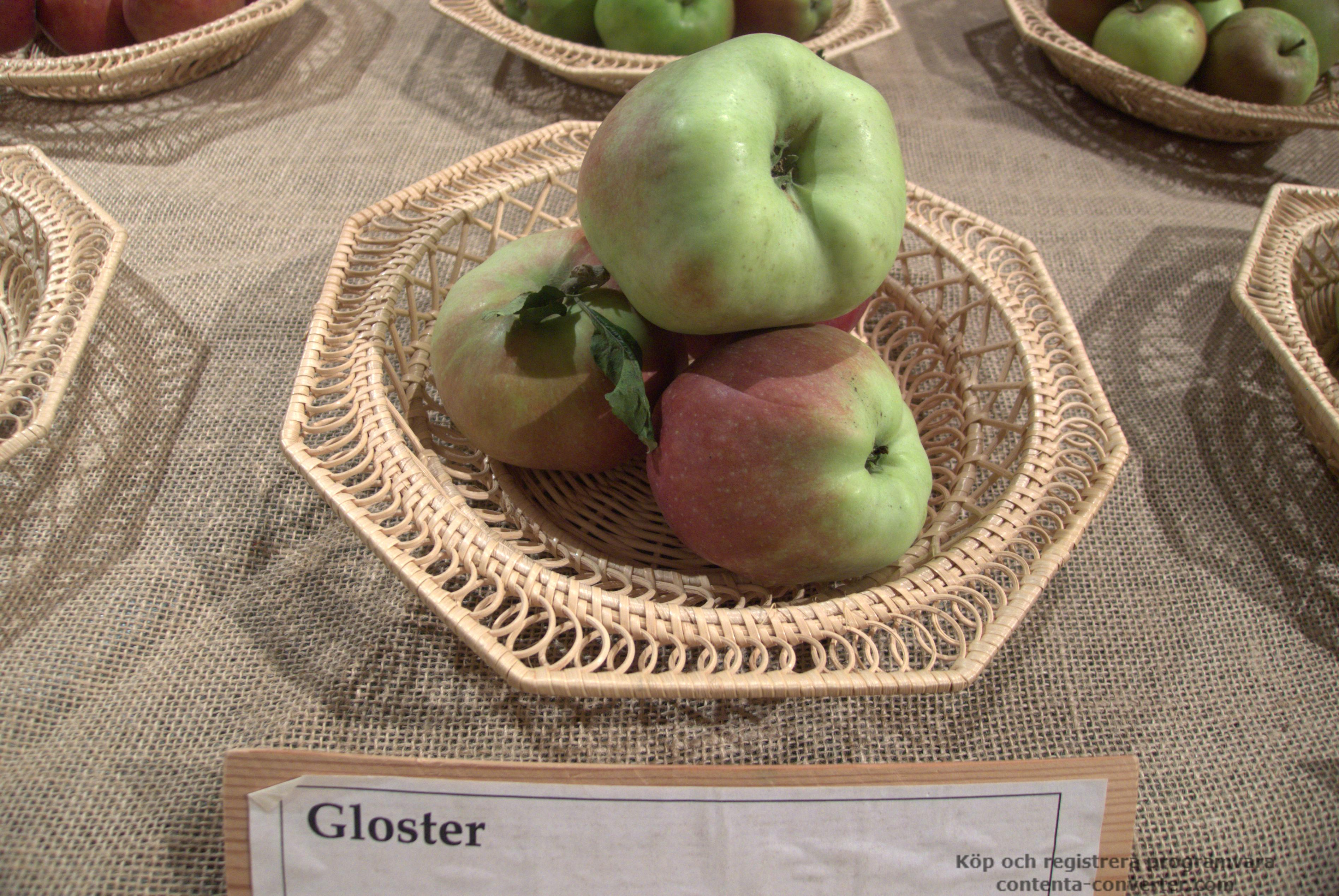
Gloster-äpplen.

Gloster är ett vinteräpple vars skal oftast är mestadels intensiv rött. Äpplet skapades 1951 på en försöksstation i Altes Land i Tyskland, genom en korsning av äpplena Glockenapfel och Red Delicous. Ett skalat glosteräpple är något som de flesta äppelallergiker kan tåla, på grund av sin låga halt av allergenet Mal-d1.
Gloster är i första hand ett ätäpple, som är sött och syrligt med mild arom. Det är ett ovalt äpple med mörkröd täckfärg och tydliga åsar. Blomningen sker sent och äpplet pollineras av bland andra Aroma, Belle de Boskoop, Cortland, Cox Orange, Discovery, eldrött duväpple, Filippa, Guldparmän, Ingrid Marie, James Grieve, Jonathan, Lobo, McIntosh och Spartan. Det går ungefär 150 dagar mellan blomning och skörd. I Sverige odlas Gloster gynnsammast i zon I och zon II.
I butik säljs Gloster oftast mellan januari och mars. Det är känsligt för skorv och fruktträdskräfta. Äpplet har en medelvikt på 183 gram, sockerhalt på 13%, syrahalt på 0,62% och sorbitolhalt på 0,31%.